# 井戸田正
井戸田 正（いとだ ただし、1949年1月16日 - ）は、日本の実業家。

## 人物
愛知県出身。愛知県立津島高等学校を1967年（昭和42年）に卒業し、その年地元の名古屋大学農学部に進学し1971年（昭和46年）に卒業した。

## 雪印乳業
- 1971年（昭和46年）4月 雪印乳業株式会社に入社。
- 2000年（平成12年）10月 開発企画室長。
- 2001年（平成13年）6月 執行役員。
- 2002年（平成14年）10月 ビーンスターク・スノー株式会社代表取締役専務。
- 2003年（平成15年）6月 ビーンスターク・スノー株式会社代表取締役社長。
- 2007年（平成19年）6月 雪印乳業株式会社取締役執行役員。
- 2008年（平成20年）2月 取締役常務執行役員。
- 2009年（平成21年）10月1日 代表取締役社長。

## 経歴
入社した雪印乳業株式会社では、2000年6月～7月の近畿地方で発生した集団食中毒事件、2002年にハム・ソーセージなどの肉製品の製造・販売をしていた子会社雪印食品で生産地偽造事件が相次いで発生した。

この結果、消費者の信頼を失い、別会社雪印メグミルク株式会社を2009年（平成21年）10月1日に設立して新たなスタートをした。

井戸田正は、現在雪印メグミルク株式会社の取締役専務執行役員を務めている。

## リンク・出典
- 雪印メグミルク株式会社
- 歴代社長事典
- 日食2009/7/6日付10176号01面